# Mason Holgate
Mason Anthony Holgate (22 d'octubre de 1996) és un futbolista professional anglès que juga de defensa central o lateral dret per l'Everton FC.